# Aleksandr Rachmanow
Aleksandr Andriejewicz Rachmanow, ros. Александр Андреевич Рахманов (ur. 28 sierpnia 1989 w Czerepowcu) – rosyjski szachista, arcymistrz od 2007 roku.

## Kariera szachowa
Kilkukrotnie reprezentował Rosję na mistrzostwach świata i Europy juniorów, w 2007 r. dwukrotnie zdobywając brązowe medale, w Kemerze (MŚ do 18 lat) oraz Szybeniku (ME do 18 lat).
Normy na tytuł arcymistrza w latach 2006 (I m. w Dubnej oraz II m. – za Michaiłem Panarinem – we Włodzimierzu nad Klaźmą) i 2007 (I m. w Dubnej).
Do innych jego indywidualnych sukcesów należą m.in.:
- dz. I m. w Czerepowcu (2005, wspólnie z m.in. Eduardem Andriejewem),
- dz. I m. w Mińsku (2005, wspólnie z Jeleną Tairową i Nikołajem Czadajewem),
- dz. I m. w Dubnej (2005, wspólnie z Aleksandrem Łazariewem),
- II m. w Salechardzie (2005, za Jewgienijem Lewinem),
- I m. w Czerepowcu (2006),
- I m. w Czerepowcu (2007),
- I m. w Atenach (2008),
- dz. I m. w Palaiochorze (2008, wspólnie z m.in. Steliosem Chalkiasem, Jurijem Kryworuczko, Milosem Perunoviciem, Mircea Pârligrasem i Jewgienijem Postnym),
- I m. w Petersburgu (2009),
- I m. w Witinie (2009),
- dz. I m. w Kałudze (2009, wspólnie z Giennadijem Kisielewem i Aleksandrem Zanotinem),
- dz. I m. w Woroneżu (2009, wspólnie z m.in. Dmitrijem Andriejkinem, Dmitrijem Boczarowem, Dmitrijem Kokariewem, Siergiejem Wołkowem i Denisem Chismatullinem),
- dz. II m. w Abu Zabi (2009, za Aleksiejem Aleksandrowem, wspólnie z m.in. Aszotem Anastasjanem i Zawenem Andriasjanem),
- dz. I m. w Barcelonie (2012, wspólnie z m.in. Grzegorzem Gajewskim i Emilio Córdovą),
- I m. w Sarajewie (2014, turniej Bosna)[2],
- I m. w Petersburgu (2015)[3].

Najwyższy ranking w dotychczasowej karierze osiągnął 1 maja 2017 r., z wynikiem 2676 punktów zajmował wówczas 70. miejsce na światowej liście FIDE oraz 17. miejsce wśród rosyjskich szachistów.